# Gedramatiseerde verteller
Een gedramatiseerde verteller is een verteller, die openlijk naar zichzelf  verwijst, naar zijn meningen of zijn waardeoordelen. Het kan een homodiëgetische of een heterodiëgetische verteller zijn.
Men kan onderscheid maken in de mate waarin een verteller naar zichzelf verwijst of juist in het geheel niet. Als er nergens in de tekst expliciet wordt verwezen naar de werkelijkheid van de verteller wordt dat niet gedramatiseerd genoemd. Een dergelijke verteller noemt zichzelf niet met het persoonlijk voornaamwoord "ik" of "wij".
Wat uitgebreider staat het verschil tussen gedramatiseerd en niet-gedramatiseerd in onderstaande tabel:
| Gedramatiseerde verteller (overt narrator)                                                                                                 | Niet-gedramatiseerde verteller (covert narrator) |
| --- | --- |
| De verteller verwijst naar zichzelf in de eerste persoon ("ik", "wij", "mijn", "onze").                                                    | De verteller is seksueel onbepaald en verwijst niet naar zichzelf.                                                                                           |
| De verteller verwijst direct of indirect naar een fictieve toehoorder (bv. het toespreken van het "oplettende lezertje" in de Bommelsaga). | De verteller verwijst niet naar een fictieve toehoorder ("narratee").                                                                                        |
| De verteller geeft de lezer een toelichting of inleiding indien nodig.                                                                     | De verteller geeft de lezer geen toelichting of inleiding, ook als is het gewenst.                                                                           |
| De verteller gebruikt de 'conatieve' of 'appellatieve' functie.                                                                            | De vertelling toont in het geheel geen duidelijke 'conatieve', 'fatische', 'appellatieve' of 'expressieve' functies.                                         |
| De verteller heeft een expliciete, duidelijk herkenbare stem.                                                                              | De verteller heeft een neutrale, niet opvallende stem en stijl.                                                                                              |
| De verteller breekt in bij het verhaal met filosofisch of metanarratief commentaar.                                                        | De verteller breekt niet in bij het verhaal voor commentaar.                                                                                                 |
| De verteller vertoont een subjectieve houding ten opzichte van de personages en gebeurtenissen.                                            | De verteller laat de gebeurtenissen in het verhaal zich in een natuurlijk tempo en volgorde ontwikkelen. De verteller "laat het verhaal zichzelf vertellen". |